# سجل المواقع والآثار
سجل المواقع والآثار
تحتفظ كل مقاطعة أو سلطة وحدوية في المملكة المتحدة بسجل للمواقع والآثار، يتألف من قائمة بالمواقع الأثرية المعروفة.يتطور العديد من سجلات المواقع والمعالم الأثرية الآن إلى سجلات بيئية تاريخية أوسع بكثير، بما في ذلك معلومات عن المباني التاريخية والمناظر الطبيعية المصممة.يسرد كل سجل الموقع ونوع ومدة الموقع، جنبا إلى جنب مع وصف موجز ومعلومات عن موقع المصادر أكثر تفصيلا للمعلومات مثل تقارير الموقع.وتستخدم هذه المعلومات بشكل شائع للمساعدة في إعلام القرارات المتعلقة باحتمال حدوث تطور جديد يؤثر على الرواسب الأثرية.وتقتضي التوجيهات الحكومية (توجيهات سياسة التخطيط رقم 16 و SPP  في اسكتلندا) من السلطات المحلية أن تعتبر علم الآثار اعتباراً مادياً عند تحديد طلبات التخطيط وأن تساعد سجلات المواقع والآثار في هذا الاعتبار.
وعلى الرغم من ذكر ذلك في التوجيهات، فإنه لا يوجد أي شرط قانوني يلزم السلطات المحلية بتمويل سجل للمواقع والمعالم الأثرية (على الرغم من أن هذا حكم وارد في مشروع قانون حماية تراث إنكلترا وويلز )) وهناك تنوع كبير في التنفيذ في جميع أنحاء المملكة المتحدة.
بعض المواقع وسجلات المعالم هي فهارس بطاقات بسيطة، والبعض الآخر سطر الأوامر قواعد بيانات يونكس والبعض الآخر أكثر حداثة وقائمة على نظام المعلومات الجغرافية .وهي توفر موردا بالغ الفائدة ولكنها لا تستغل أو تقدر دائما بشكل كامل من جانب الجمهور. وقد نجحت الجهود المبذولة لوضع سجلات المواقع والآثار على الإنترنت في أجزاء معينة من بريطانيا، على الرغم من أن بعض علماء الآثار قد أعربوا عن قلقهم من أن جعل المواقع المعرضة للخطر بشكل أفضل للجمهور يعرضهم للخطر أكثر، وخاصة من خلال الكشف غير المشروع عن المعادن.والحجة على العكس من ذلك هي أن إعلام الجمهور بالمواقع التاريخية القريبة منه سيزيد في الواقع من الحماية، حيث سيفتخر السكان المحليون بتراثهم الثقافي ويسعون إلى حمايته.وفي عام 2007، أُتيحت على الإنترنت نسخة مستكملة من إرشادات أفضل الممارسات المتعلقة بسجلات البيئة التاريخية بعنوان «معلومات لمستقبل الماضي: مبادئ توجيهية للسجلات البيئية التاريخية»
ويمكن لأفراد الجمهور عادة الرجوع إلى مواقعهم وسجلات الآثار المحلية الخاصة بهم، أو طلب إجراء بحث نيابة عنهم، ويتم استخدامها عادة من قبل المؤرخين المحليين والمنظمات الأثرية والأكاديميين.أصبح عدد متزايد من سجلات المواقع والمعالم الأثرية وسجلات البيئة التاريخية متاحة للبحث على الإنترنت، في إنجلترا وخاصة عن طريق بوابة التراث.
وفي اسكتلندا، يعرض الموقع الشبكي PASTMAP مجموعات بيانات وطنية شاملة عن الآثار والمباني والحدائق والمناظر الطبيعية المصممة والحطام وعدد متزايد من السجلات المحلية.

## روابط خارجية
- Heritage Gateway
- SiteLines - Tyne and Wear's Historic Environment Records online directory